# شاهدخت آسوکا
شاهدخت آسوکا ((به ژاپنی: 明日香皇女, Asuka no himemiko); ۱ ژانویهٔ ۰۶۵۰ – ۲۷ آوریل ۰۷۰۰) اهل ژاپندر دوره آسوکا دختر امپراتور تنجی بود.